# Velamazán
Velamazán település Spanyolországban, Soria tartományban. Velamazán Berlanga de Duero, Centenera de Andaluz, Matamala de Almazán, Barca és Caltojar községekkel határos. Lakosainak száma 67 fő (2024).

## Népesség
A település népessége az elmúlt években az alábbi módon változott:
| Lakosok száma | 147  | 126  | 114  | 109  | 98   | 90   | 87   | 76   | 66   | 67   |
|               | 2001 | 2004 | 2007 | 2009 | 2012 | 2014 | 2017 | 2019 | 2022 | 2024 |